# 克里斯蒂安·馬特尼亞
克里斯蒂安·馬特尼亞（德語：Christian Mathenia；1992年3月31日—）是一位德國足球運動員，在場上的位置是守門員。現效力於德國足球乙級聯賽球隊紐倫堡，曾效力於汉堡。